# New Development
New Development es una localidad de Santa Lucía que forma parte del distrito de Soufrière.